# Jarmo Lehtinen
Jarmo Lehtinen (3 de enero de 1969, Finlandia) es un copiloto de rallies. Es el actual copiloto de Mikko Hirvonen en el World Rally Championship. Con Mikko, ha conseguido 15 victorias de rally.
Jarmo comenzó de copiloto en 1988, con su amigo Jari Mikkola. Más tarde haría pareja con Marko Ramanen en el Campeonato de Finlandia e hizo su debut en el WRC en 1997 en el Rally de Finlandia. Hizo pareja en 1999 con Ramanen para el Campeonato Británico. Luego copilotaría com Ampuja por 2 años, de 2000 al 2002. En 2003 comenzó a hacer pareja con Mikko Hirvonen. Su primera victoria en el WRC fue en 2006 en el Rally de Australia.

## Resultados en el WRC

### Victorias
| Núm. | Rally                 | Temporada | Piloto         | Coche                 |
| ---- | --------------------- | --------- | -------------- | --------------------- |
| 1    | Rally de Australia    | 2006      | Mikko Hirvonen | Ford Focus RS WRC 06  |
| 2    | Rally de Noruega      | 2007      | Mikko Hirvonen | Ford Focus RS WRC 06  |
| 3    | Rally de Japón        | 2007      | Mikko Hirvonen | Ford Focus RS WRC 07  |
| 4    | Rally de Gran Bretaña | 2007      | Mikko Hirvonen | Ford Focus RS WRC 07  |
| 5    | Rally de Jordania     | 2008      | Mikko Hirvonen | Ford Focus RS WRC 07  |
| 6    | Rally de Turquía      | 2008      | Mikko Hirvonen | Ford Focus RS WRC 08  |
| 7    | Rally de Japón        | 2008      | Mikko Hirvonen | Ford Focus RS WRC 08  |
| 8    | Rally Acrópolis       | 2009      | Mikko Hirvonen | Ford Focus RS WRC 09  |
| 9    | Rally de Polonia      | 2009      | Mikko Hirvonen | Ford Focus RS WRC 09  |
| 10   | Rally de Finlandia    | 2009      | Mikko Hirvonen | Ford Focus RS WRC 09  |
| 11   | Rally de Australia    | 2009      | Mikko Hirvonen | Ford Focus RS WRC 09  |
| 12   | Rally de Suecia       | 2010      | Mikko Hirvonen | Ford Focus RS WRC 09  |
| 13   | Rally de Suecia       | 2011      | Mikko Hirvonen | Ford Fiesta RS WRC 10 |
| 14   | Rally de Australia    | 2011      | Mikko Hirvonen | Ford Fiesta RS WRC 10 |
| 15   | Rally de Cerdeña      | 2012      | Mikko Hirvonen | Citroën DS3 WRC       |

### Resultados completos
| Año  | Equipo                             | Vehículo              | 1       | 2       | 3       | 4       | 5       | 6       | 7       | 8       | 9       | 10    | 11      | 12     | 13      | 14      | 15    | 16      | Clasificación | Puntos |
| ---- | ---------------------------------- | --------------------- | ------- | ------- | ------- | ------- | ------- | ------- | ------- | ------- | ------- | ----- | ------- | ------ | ------- | ------- | ----- | ------- | ------------- | ------ |
| 1999 | Marko Ramanen                      | Citroën Saxo          | FIN Ret |         |         |         |         |         |         |         |         |       |         |        |         |         |       |         | -             | 0      |
| 2000 | Jouni Ampuja                       | Mitsubishi Carisma GT | FIN Ret |         |         |         |         |         |         |         |         |       |         |        |         |         |       |         | -             | 0      |
| 2001 | Jouni Ampuja                       | Mitsubishi Carisma GT | FIN Ret |         |         |         |         |         |         |         |         |       |         |        |         |         |       |         | -             | 0      |
| 2002 | Mikko Hirvonen                     | Subaru Impreza WRC    | GBR Ret |         |         |         |         |         |         |         |         |       |         |        |         |         |       |         | -             | 0      |
| 2003 | Ford Motor Co                      | Ford Focus RS WRC 02  | MON Ret | SWE 11  | TUR Ret |         | ARG 16  | GRC Ret | CYP 6   | GER 13  | FIN Ret | AUS 9 |         |        |         | GBR Ret |       |         | 16º           | 3      |
| 2003 | Ford Motor Co                      | Ford Focus RS WRC 03  |         |         |         | NZL 10  |         |         |         |         |         |       | ITA Ret | FRA 10 | ESP 14  |         |       |         | 16º           | 3      |
| 2004 | 555 Subaru World Rally Team        | Subaru Impreza WRC 03 | MON Ret | SWE 9   |         |         |         |         |         |         |         |       |         |        |         |         |       |         | 7º            | 29     |
| 2004 | 555 Subaru World Rally Team        | Subaru Impreza WRC 04 |         |         | MEX 5   | NZL 7   | CYP 5   | GRC Ret | TUR 6   | ARG 4   | FIN Ret | GER 8 | JPN 7   | GBR 7  | ITA Ret | FRA 10  | ESP 8 | AUS 4   | 7º            | 29     |
| 2005 | Mikko Hirvonen                     | Ford Focus RS WRC 03  | SWE Ret | ITA Ret | GRC 5   |         |         | ESP 3   |         |         |         |       |         |        |         |         |       |         | 10º           | 14     |
| 2005 | BP Ford World Rally Team           | Ford Focus RS WRC 04  |         |         |         | FIN 5   |         |         |         |         |         |       |         |        |         |         |       |         | 10º           | 14     |
| 2005 | Škoda Motorsport                   | Škoda Fabia WRC       |         |         |         |         | JPN Ret |         |         |         |         |       |         |        |         |         |       |         | 10º           | 14     |
| 2006 | BP Ford World Rally Team           | Ford Focus RS WRC 06  | MON 7   | SWE 12  | MEX 14  | ESP 9   | FRA 4   | ARG Ret | ITA 2   | GRC 3   | GER 9   | FIN 3 | JPN 3   | CYP 3  | TUR 2   | AUS 1   | NZL 2 | GBR Ret | 3º            | 65     |
| 2007 | BP Ford World Rally Team           | Ford Focus RS WRC 06  | MON 5   | SWE 3   | NOR 1   | MEX 3   | POR 5   | ARG 3   | ITA 2   | GRC 4   |         |       |         |        |         |         |       |         | 3º            | 99     |
| 2008 | BP Ford Abu Dhabi World Rally Team | Ford Focus RS WRC 07  | MON 2   | SWE 2   | MEX 4   | ARG 5   | JOR 1   | ITA 2   | GRC 3   | TUR 1   | FIN 2   |       |         |        |         |         |       |         | 2º            | 103    |
| 2008 | BP Ford Abu Dhabi World Rally Team | Ford Focus RS WRC 08  |         |         |         |         |         |         |         |         |         | GER 4 | NZL 3   | ESP 3  | FRA 2   | JPN 1   | GBR 8 |         | 2º            | 103    |
| 2009 | BP Ford Abu Dhabi World Rally Team | Ford Focus RS WRC 08  | IRE 3   | NOR 2   | CYP 2   | POR 2   | ARG Ret |         |         |         |         |       |         |        |         |         |       |         | 2º            | 92     |
| 2009 | BP Ford Abu Dhabi World Rally Team | Ford Focus RS WRC 09  |         |         |         |         |         | ITA 2   | GRE 1   | POL 1   | FIN 1   | AUS 1 | ESP 3   | GBR 2  |         |         |       |         | 2º            | 92     |
| 2010 | BP Ford Abu Dhabi World Rally Team | Ford Focus RS WRC 09  | SWE 1   | MEX 4   | JOR 20  | TUR 3   | NZL 4   | POR 4   | BUL 5   | FIN Ret | DEU Ret | JPN 6 | FRA 5   | ESP 5  | GBR 4   |         |       |         | 6º            | 126    |
| 2011 | BP Ford Abu Dhabi World Rally Team | Ford Fiesta RS WRC    | SWE 1   | MEX 2   | POR 4   | JOR 4   | ITA 2   | ARG 2   | GRE 3   | FIN 4   | DEU 4   | AUS 1 | FRA 3   | ESP 2  | GBR Ret |         |       |         | 2º            | 214    |
| 2012 | Citroën World Rally Team           | Citroën DS3 WRC       | MON 4   | SWE 2   | MEX 2   | POR EXC | ARG 2   | GRE 2   | NZL 2   | FIN 2   | DEU 3   | GBR 5 | FRA 3   | ITA 1  | ESP 3   |         |       |         | 2º            | 213    |
| 2013 | Citroën World Rally Team           | Citroën DS3 WRC       | MON 4   | SWE 17  | MEX 2   | POR 2   | ARG 6   | GRE 8   | ITA Ret | FIN 4   | DEU 3   | AUS 3 | FRA 6   | ESP 3  | GBR Ret |         |       |         | 4º            | 126    |
| 2014 | M-Sport WRT                        | Ford Fiesta RS WRC    | MON Ret | SWE 4   | MEX 8   | POR 2   | ARG 9   | ITA Ret | POL 4   | FIN 5   | DEU 5   | AUS 5 | FRA 5   | ESP 3  | GBR 2   |         |       |         | 4º            | 126    |